# Rothmannia talbotii
Rothmannia talbotii är en måreväxtart som först beskrevs av Herbert Fuller Wernham, och fick sitt nu gällande namn av Ronald William John Keay. Rothmannia talbotii ingår i släktet Rothmannia och familjen måreväxter. Inga underarter finns listade i Catalogue of Life.